# Vincent Fontan
Pour les articles homonymes, voir Fontan.
Vincent Fontan né le 6 mai 1842 à Bessenay (Rhône) et mort le 12 décembre 1903 à Lyon (Rhône), est un sculpteur français.
Il est essentiellement connu pour ses œuvres lyonnaises.

## Biographie
La vie de Vincent Fontan est mal connue. Il naît le 6 mai 1842 à Bessenay (Rhône). En 1858, il entre à l'École de beaux-arts de Lyon grâce au soutien du sculpteur Erard. À partir de 1868, il envoie régulièrement des œuvres au Salon d'automne de Lyon et finit par y obtenir une grande médaille en 1889. Au cours de sa carrière, il s'illustre dans des commandes municipales variées et des ensembles sculptés à destination religieuse. La plupart de ses œuvres sont toujours conservées dans les institutions publiques et les églises lyonnaises. Ses sujets de prédilection semblent avoir été les figures humaines en marbre dont l'expressivité suscitait l'admiration de ses contemporains. Il meurt à Lyon le 12 décembre 1903.
La localisation de son ou ses ateliers lyonnais est incertaine : dans une lettre archivée datant de 1902, il appert qu'il est établi ruelle de la Vitriolerie ; dans la plupart des concours auxquels il participe, notamment les Salons, il déclare résider au 32, rue Chevreul.

## Son œuvre

### La statuaire religieuse dans l'œuvre de Vincent Fontan

#### L'église Saint-Bonaventure de Lyon
Porté par la notoriété liée à sa grande médaille du Salon lyonnais de 1889, Vincent Fontan participe au chantier de restauration de l'église Saint-Bonaventure de Lyon. Ce chantier important, débuté en 1842 et qui dura près de 65 ans, est d'abord supervisé par l'architecte Claude-Anthelme Benoît puis, après son décès survenu en 1876, se poursuit sous la direction de son fils, Louis-Frédéric et de son petit-fils, Louis Benoît. Parmi d'autres sculpteurs participant à cet ambitieux projet, Vincent Fontan réalise divers éléments de décor destinés aux chapelles secondaires. Il respecte ainsi brillamment le souhait de l'architecte Louis Benoît en reprenant un style néo-gothique flamboyant. Ces commandes lui permettent d'illustrer sa capacité à mettre en scène des figures d'une grande expressivité, tout en restant attaché aux éléments essentiels du discours.
Ainsi, il participe à la réalisation du retable en marbre et du nouvel autel de la chapelle Saint-Joseph. L'autel est achevé et consacré en décembre 1894. Le retable sculpté occupe le mur sud de la chapelle et sert de pendant au retable magistral dédié à la Vierge Marie de l'autre côté de la nef. Aux côtés des sculpteurs Jean-André Delorme — à qui l'on doit la statue centrale de saint Joseph tenant l'Enfant — et Gaëtan Visconti, Vincent Fontan sculpte les personnages des scènes présentées dans les niches (Le Mariage de la Vierge, Le Songe de saint Joseph, La Fuite en Égypte et L'Atelier du Saint) et le haut-relief de l'autel (La Mort de saint Joseph). La scène de la mort du saint, un vieil homme qui écoute son fils adoptif montrer avec confiance le ciel, est traitée « dans un goût à l'antique […] marqué par un sentiment de profonde sérénité et d'humanité ». Cette disposition très calme est à l'opposé d'une autre composition entièrement portée par le mouvement, le Songe de saint Joseph ; cette amplitude entre des registres très différents montre combien Vincent Fontan est habile à traduire le drame dans le marbre.

Chapelle Saint-Joseph de l'église Saint-Bonaventure de Lyon (1894)
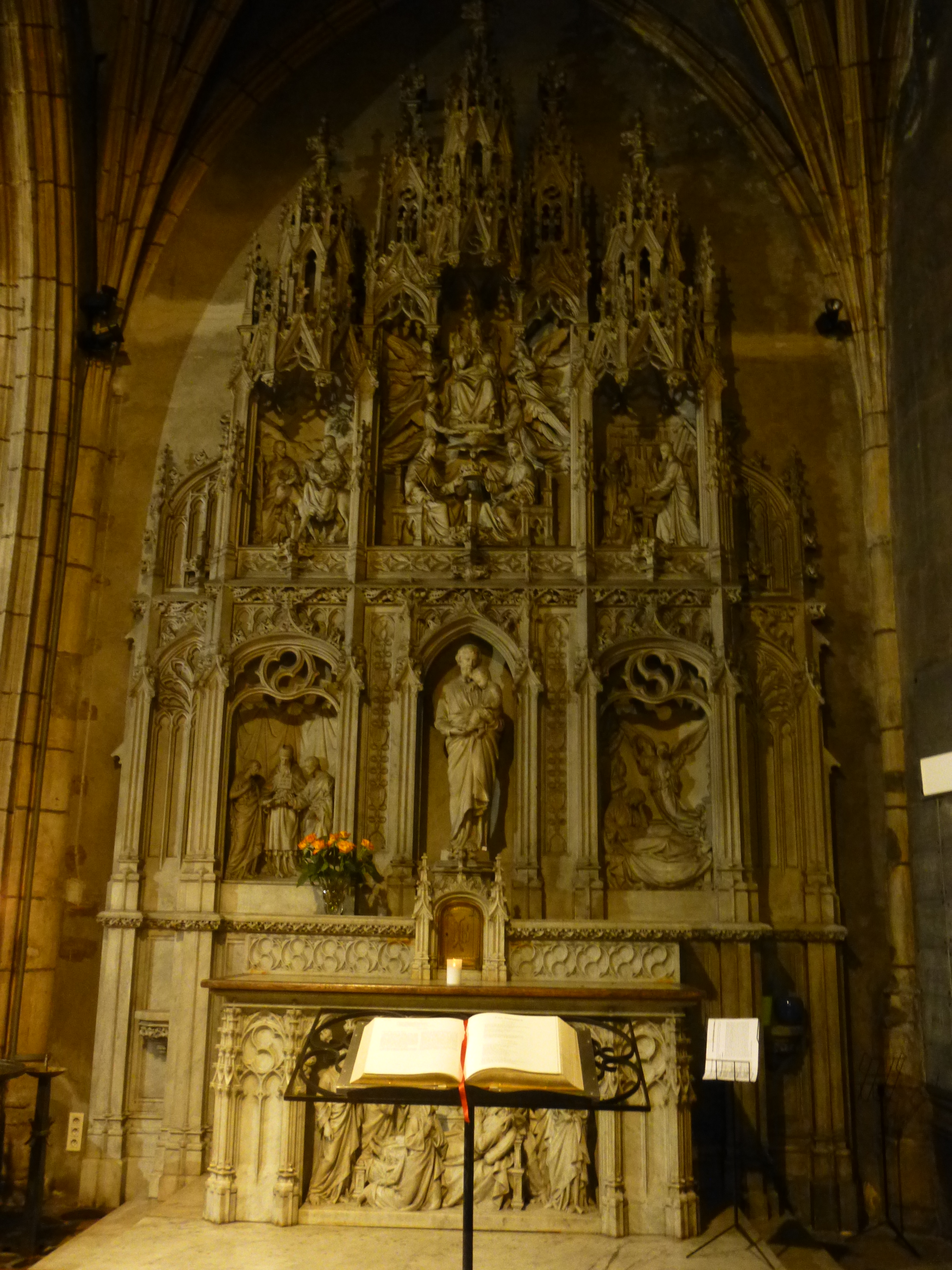
Retable et autel, marbre.
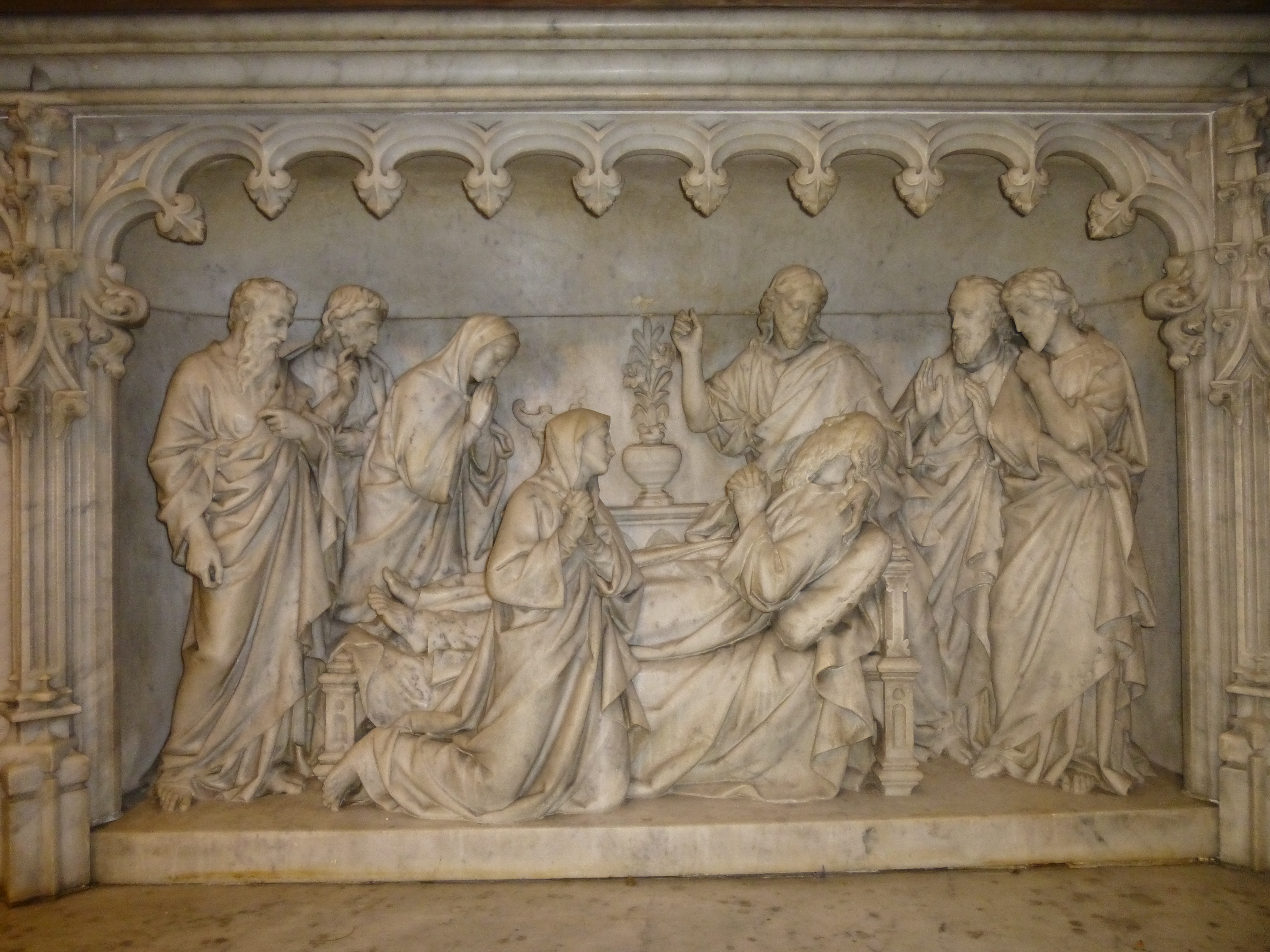
Vincent Fontan et Louis Benoît, La Mort de saint Joseph, marbre.
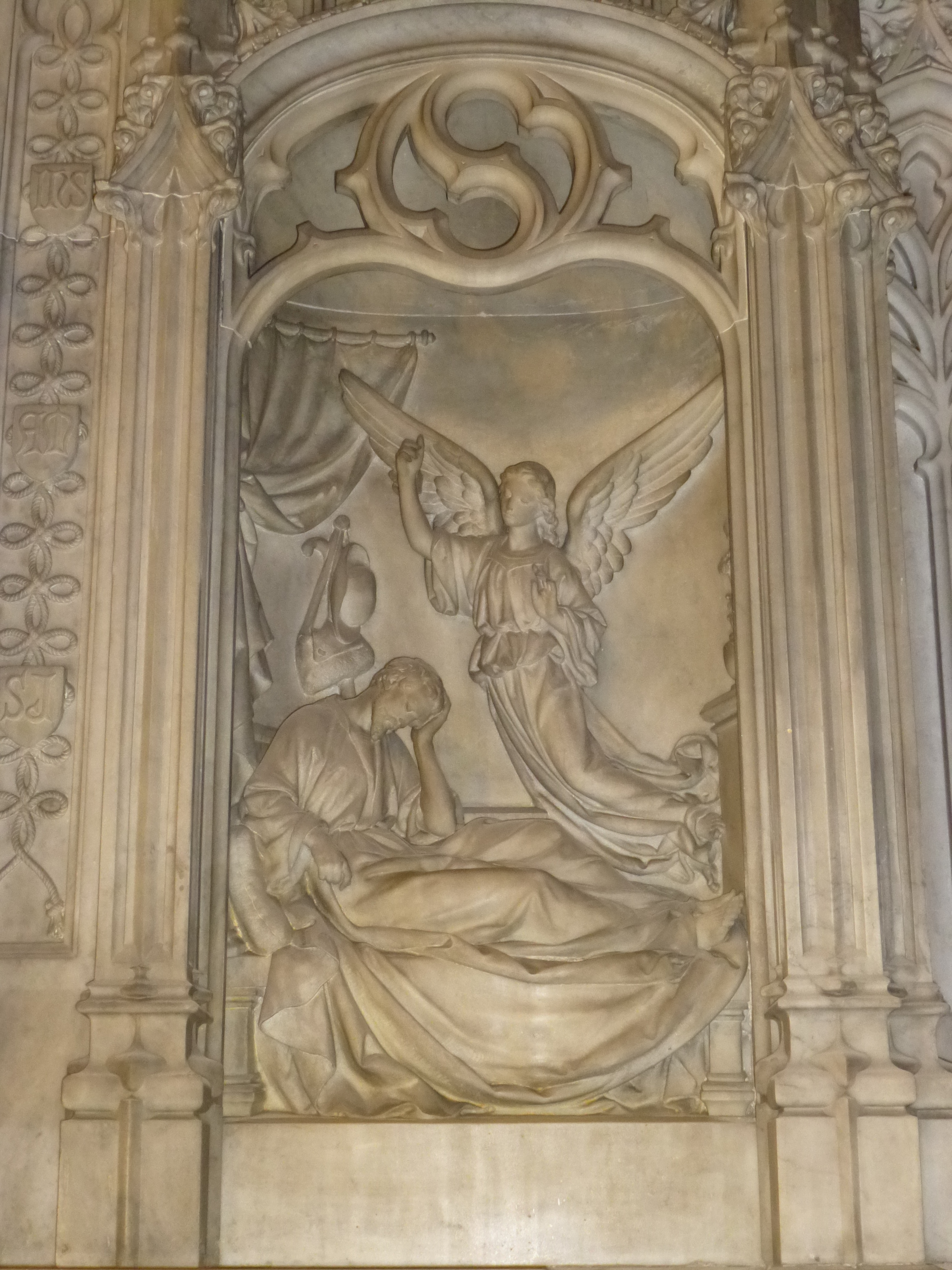
Le Songe de saint Joseph, marbre, niche du retable.

#### L'église de la Rédemption de Lyon
Vincent Fontan réalise également Notre-Dame de Compassion, une Pietà  en marbre pour l'église de la Rédemption de Lyon. L'œuvre représente deux anges en prière entourant le corps du Christ soutenu par la Vierge. Marie retient son fils contre elle en contemplant son visage, la main gauche levée esquissant un mouvement de compassion. La sculpture très expressive et traduisant l'affliction de la Vierge distingue alors nettement Vincent Fontan de ses confrères lyonnais. Elle est reproduite dans l'Histoire des églises et chapelles de Lyon (1909) accompagnée de l'inscription « Voyez s’il est une douleur semblable à la mienne ». L’œuvre est toujours visible dans une chapelle à gauche de l'entrée principale.
Vincent Fontan sculpte également le Sacré-Cœur de l'église de la Rédemption de Lyon, une statue imposante en marbre, au drapé lourd et généreux, insérée dans une niche du retable. Le Christ, pieds nus, bénit de sa main droite les fidèles tout en dévoilant de sa main gauche son cœur enflammé.

Église de la Rédemption de Lyon
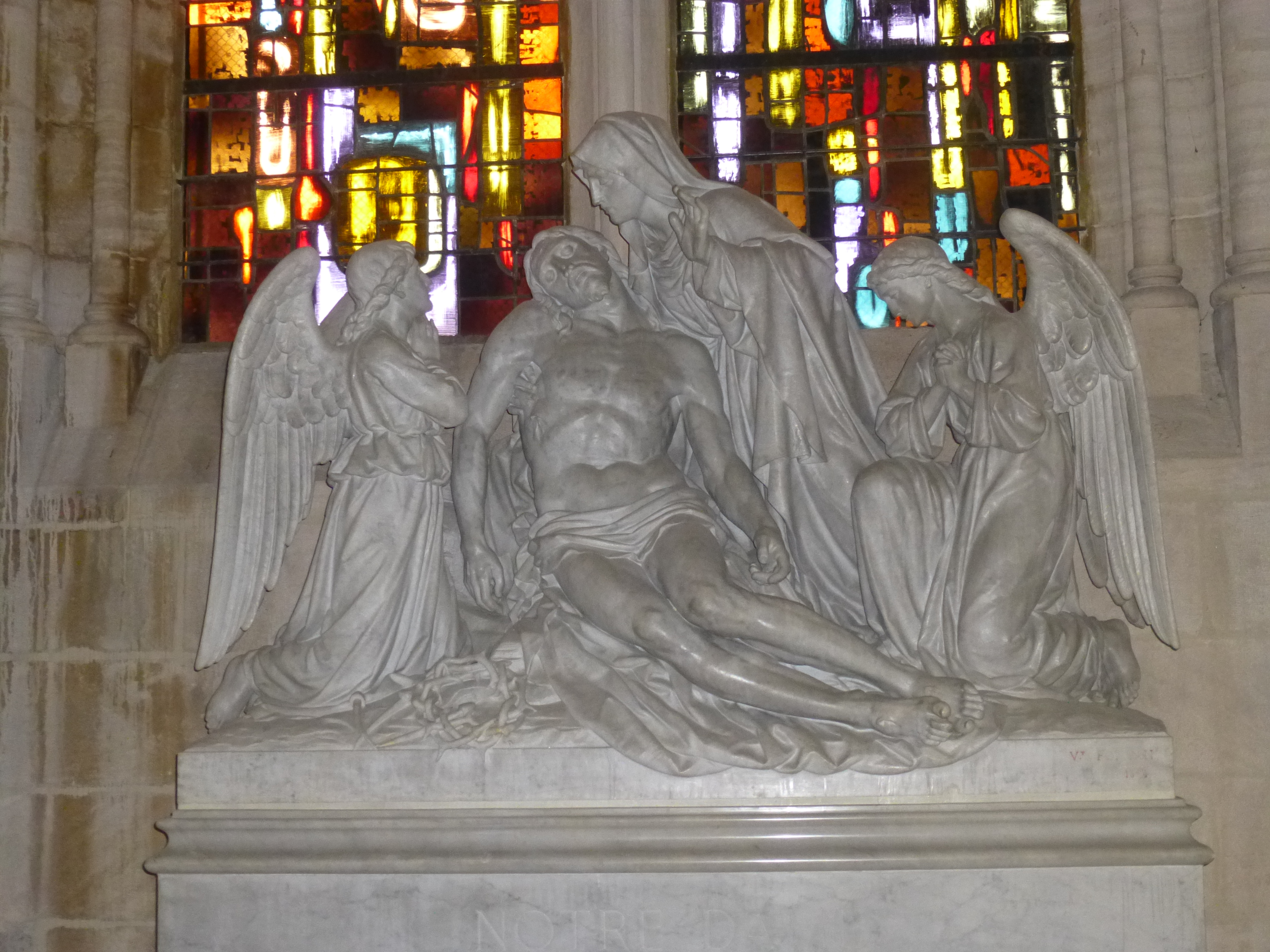
Notre-Dame de la Compassion (1894), groupe en marbre.
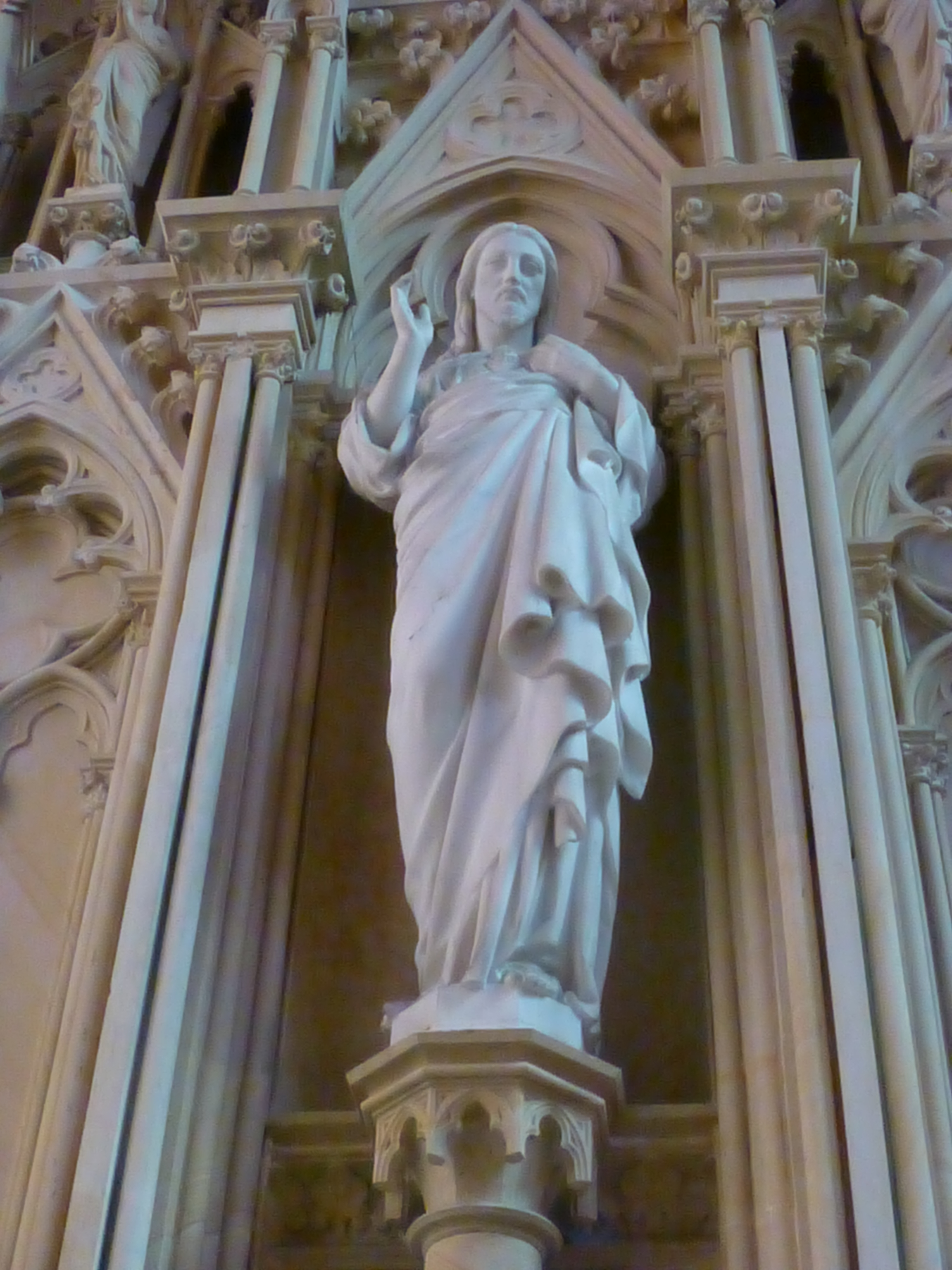
Sacré-Coeur.

### La sculpture funéraire
Vincent Fontan reçoit également des commandes pour des œuvres funéraires, entre autres pour la tombe Berjon-Garnier au cimetière de Loyasse de Lyon (1897)  une figure féminine en déploration, vêtue d'un drapé complexe à l'antique, s'appuie sur une urne en tenant dans la main droite un mince bouquet. La tombe est visible dans l'allée 74 (n°427).

### Les commandes municipales et la galerie des Lyonnais dignes de mémoire
En 1883, la Ville de Lyon décide de remplacer les sculptures de Jacques Mimerel placées dans la cour de l'hôtel de ville et commande de nouvelles statues à Vincent Fontan et trois autres sculpteurs lyonnais : Charles-François Bailly, Jean Mathelin et Lucien Pascal.
Vincent Fontan contribue également à la galerie des Lyonnais dignes de mémoire en réalisant plusieurs bustes en marbre. Ce projet ambitieux est porté par la Ville de Lyon et par le palais des Arts (actuel musée des Beaux-Arts de Lyon) à la fin du XIXe siècle. La galerie a vocation à rassembler les portraits sculptés — souvent imaginaires — des hommes cités dans le catalogue de biographies publié en 1839 par Breghot de Lut et Péricaud (Catalogue des Lyonnais dignes de mémoire). Certains de ces bustes sont commandés par la Ville de Lyon à Vincent Fontan, à l'exemple des bustes de Jean-Baptiste Say (reprise de 1894 d'un premier buste réalisé en 1888), de l'imprimeur et humaniste Étienne Dolet (1901) et enfin de l'écrivain et homme politique Melchior Crestin (1902). Ces œuvres sont payées généreusement par la Ville (3 000 francs pour le buste de Melchior Crestin). 
Vincent Fontan participe aussi à la réalisation de monuments publics, comme le Monument fontaine à Jean-Pierre Pléney, dédié à la mémoire d'un bienfaiteur lyonnais. Il dessine le modèle du génie en bronze qui était assis au-dessus de la tête de lion. Ce bronze a été envoyé à la fonte sous le régime de Vichy. Vincent Fontan est également l'auteur du piédestal.

## Œuvres

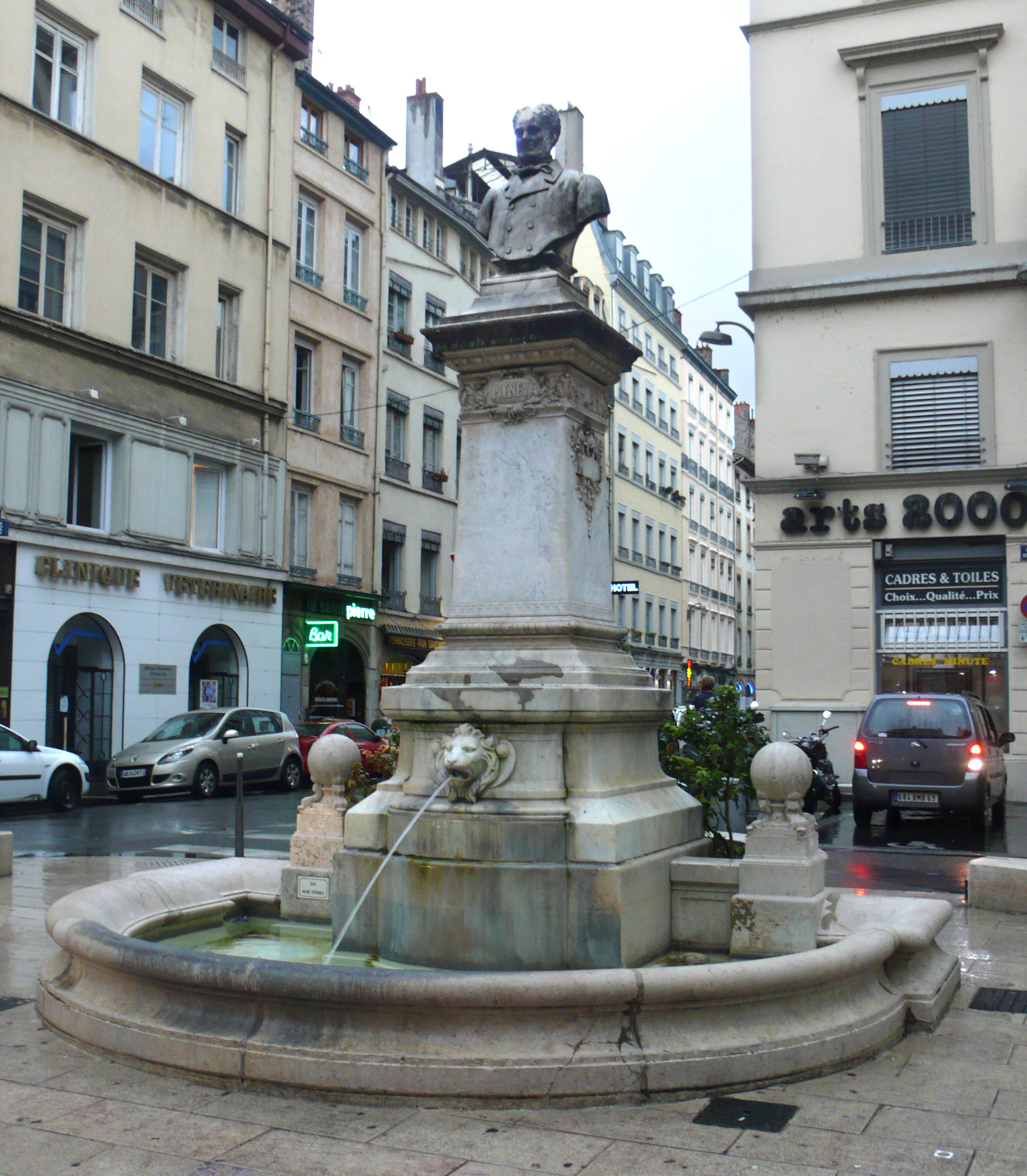
Monument fontaine à Jean-Pierre Pléney (1886), Lyon, place Meissonnier. Le piédestal est de Fontan, son Génie en bronze a été détruit en 1942.

- Bessenay, cimetière municipal : Buste du docteur Robert, 1884, bronze, en collaboration avec le fondeur Joseph Jacquet[12].
- Lyon :
  - Chambre de commerce et d'industrie : Jean-Baptiste Say, 1888, buste en marbre[1].
  - cimetière de Loyasse : tombe Berjon-Garnier, marbre, allée 74, no 427[9].
  - église de la Rédemption : 
    - Notre-Dame de Compassion, 1894, groupe en marbre ;
    - Sacré-Coeur, statue en marbre.

  - église Saint-Bonaventure :
    - autel de la chapelle Saint-Joseph : La Mort de saint Joseph, 1894, haut-relief en marbre, en collaboration avec Louis Benoît.
    - niches du retable : personnages des épisodes de la vie de saint Joseph, marbre.

  - hôtel de ville, cour supérieure : Neptune[1].
  - musée des Beaux-Arts de Lyon : Melchior Crestin, 1902, buste en marbre, 87 × 67 cm. Commandé par la Ville de Lyon (n° inventaire : B-651)[13].
  - musée Gadagne : 
    - Antoine Coysevox, 1893, buste en marbre, 106 × 72 cm. Commandé par la Ville de Lyon. Dépôt du musée des Beaux-Arts de Lyon (n° inventaire : B-500)[13].
    - Étienne Dolet, 1901, buste en marbre. Commandé par la Ville de Lyon. Dépôt du musée des Beaux-Arts de Lyon en 1935 (n° inventaire : B-620)[13].

  - place Meissonnier : Monument fontaine à Jean-Pierre Pléney, 1886, en collaboration avec Joseph Bourgeot. Fontan sculpte le génie en bronze (envoyé à la fonte sous le régime de Vichy, dans le cadre de la mobilisation des métaux non ferreux) et le piédestal[14].

- Localisation inconnue : Jean-Paul Sauzet, 1897, buste en marbre, 87 × 65 cm[13].